# Метр
Метр (русское обозначение: м; международное: m; от др.-греч. μέτρον «мера, измеритель») — единица измерения длины в Международной системе единиц (СИ), одна из семи основных единиц СИ. Также является единицей длины и относится к числу основных единиц в системах МКС, МКСА, МКСК, МКСГ, МСК, МКСЛ, МСС, МКГСС и МТС. Кроме того, во всех упомянутых системах метр — единица коэффициента трения качения, длины волны излучения, длины свободного пробега, оптической длины пути, фокусного расстояния, комптоновской длины волны, длины волны де Бройля и других физических величин, имеющих размерность длины.
Исторически метр возводится к приближённой длине маятника, совершающего одно колебание между двумя крайними положениями за секунду (секундный маятник). 
Согласно действующему определению, метр есть длина пути, проходимого светом в вакууме за интервал времени 1⁄299 792 458 секунды.

## Определение метра
Современное определение метра в терминах времени и скорости света было принято XVII Генеральной конференцией по мерам и весам (ГКМВ) в 1983 году.

Метр — длина пути, проходимого светом в вакууме за интервал времени 1⁄299 792 458 секунды.
Из этого определения следует, что в СИ скорость света в вакууме принята равной в точности 299 792 458 м/с. Таким образом, определение метра, как и два столетия назад, вновь привязано к секунде, но на этот раз с помощью универсальной мировой константы.
Изменения определений основных единиц СИ 2018—2019 годов не затронуло метр с содержательной точки зрения, однако из стилистических соображений было принято формально новое определение, полностью эквивалентное предыдущему:

Метр, обозначение м, является единицей длины в СИ; его величина устанавливается фиксацией численного значения скорости света в вакууме {\displaystyle c} равным в точности 299 792 458, когда она выражена единицей СИ м·с−1, где секунда определена через частоту перехода в цезии {\displaystyle \Delta \nu _{\text{Cs}}}.

## Кратные и дольные единицы
В соответствии с полным официальным описанием СИ, содержащемся в действующей редакции Брошюры СИ (фр. Brochure SI, англ. The SI Brochure), опубликованной Международным бюро мер и весов (МБМВ), десятичные кратные и дольные единицы метра образуются с помощью стандартных приставок СИ. «Положение о единицах величин, допускаемых к применению в Российской Федерации», принятое Правительством Российской Федерации, предусматривает использование в РФ тех же приставок.
| Кратные                                                                                                | Кратные    | Кратные     | Кратные     | Дольные  | Дольные    | Дольные     | Дольные     |
| величина                                                                                               | название   | обозначение | обозначение | величина | название   | обозначение | обозначение |
| --- | ---------- | ----------- | ----------- | -------- | ---------- | ----------- | ----------- |
| 101 м                                                                                                  | декаметр   | дам         | dam         | 10−1 м   | дециметр   | дм          | dm          |
| 102 м                                                                                                  | гектометр  | гм          | hm          | 10−2 м   | сантиметр  | см          | cm          |
| 103 м                                                                                                  | километр   | км          | km          | 10−3 м   | миллиметр  | мм          | mm          |
| 106 м                                                                                                  | мегаметр   | Мм          | Mm          | 10−6 м   | микрометр  | мкм         | µm          |
| 109 м                                                                                                  | гигаметр   | Гм          | Gm          | 10−9 м   | нанометр   | нм          | nm          |
| 1012 м                                                                                                 | тераметр   | Тм          | Tm          | 10−12 м  | пикометр   | пм          | pm          |
| 1015 м                                                                                                 | петаметр   | Пм          | Pm          | 10−15 м  | фемтометр  | фм          | fm          |
| 1018 м                                                                                                 | эксаметр   | Эм          | Em          | 10−18 м  | аттометр   | ам          | am          |
| 1021 м                                                                                                 | зеттаметр  | Зм          | Zm          | 10−21 м  | зептометр  | зм          | zm          |
| 1024 м                                                                                                 | йоттаметр  | Им          | Ym          | 10−24 м  | иоктометр  | им          | ym          |
| 1027 м                                                                                                 | роннаметр  | Рнм         | Rm          | 10−27 м  | ронтометр  | рнм         | rm          |
| 1030 м                                                                                                 | кветтаметр | Квм         | Qm          | 10−30 м  | квектометр | квм         | qm          |
| рекомендовано к применению применять не рекомендуется не применяются или редко применяются на практике |            |             |             |          |            |             |             |

| Множитель | Единица    | Пример                                            |       | Множитель       | Единица                                          | Пример |
| 103       | километр   | протяжённость Тверской улицы в Москве — 1,6 км    | 10−3  | миллиметр (мм)  | размер мелких насекомых — ~1 мм                  |        |
| 106       | мегаметр   | расстояние от Парижа до Мадрида — 1 Мм            | 10−6  | микрометр (мкм) | типичный размер бактерий — ~1 мкм                |        |
| 109       | гигаметр   | диаметр Солнца — 1,4 Гм                           | 10−9  | нанометр (нм)   | самые мелкие вирусы — ~20 нм                     |        |
| 1012      | тераметр   | радиус орбиты Сатурна — 1,5 Тм                    | 10−12 | пикометр        | радиус атома гелия — 32 пм                       |        |
| 1015      | петаметр   | световой год — 9,46 Пм                            | 10−15 | фемтометр       | диаметр протона — 1,75 фм                        |        |
| 1018      | эксаметр   | расстояние до Альдебарана — 0,6 Эм                | 10−18 | аттометр        | характерный радиус слабого взаимодействия — 2 ам |        |
| 1021      | зеттаметр  | диаметр Млечного пути — ~1 Зм                     | 10−21 | зептометр       | диаметр c-кварка — 100 зм                        |        |
| 1024      | иоттаметр  | радиус «Местного сверхскопления галактик» — ~1 Им | 10−24 | йоктометр       | размер нейтрино — 1 йм                           |        |
| 1027      | роннаметр  | диаметр наблюдаемой части Вселенной — ~0,886 Рм   | 10−27 | ронтометр       | диаметр частицы Oh-My-God — 47 рм                |        |
| 1030      | кветтаметр | —                                                 | 10−30 | квектометр      | Планковская длина — 1,61×10−5 квм                |        |

## Соотношение с другими единицами длины
| Метрическая единица, выраженная через единицу, не входящую в СИ | Метрическая единица, выраженная через единицу, не входящую в СИ | Метрическая единица, выраженная через единицу, не входящую в СИ | Метрическая единица, выраженная через единицу, не входящую в СИ | Единица, не входящая в СИ, выраженная через метрическую единицу | Единица, не входящая в СИ, выраженная через метрическую единицу | Единица, не входящая в СИ, выраженная через метрическую единицу | Единица, не входящая в СИ, выраженная через метрическую единицу |
| --------------------------------------------------------------- | --------------------------------------------------------------- | --------------------------------------------------------------- | --------------------------------------------------------------- | --------------------------------------------------------------- | --------------------------------------------------------------- | --------------------------------------------------------------- | --------------------------------------------------------------- |
| 1 метр                                                          | ≈                                                               | 39,37                                                           | дюйма                                                           | 1 дюйм                                                          | ≡                                                               | 0,0254                                                          | метра                                                           |
| 1 сантиметр                                                     | ≈                                                               | 0,3937                                                          | дюйма                                                           | 1 дюйм                                                          | ≡                                                               | 2,54                                                            | сантиметра                                                      |
| 1 миллиметр                                                     | ≈                                                               | 0,03937                                                         | дюйма                                                           | 1 дюйм                                                          | ≡                                                               | 25,4                                                            | миллиметра                                                      |
| 1 метр                                                          | ≡                                                               | 1⋅1010                                                          | ангстрем                                                        | 1 ангстрем                                                      | ≡                                                               | 1⋅10−10                                                         | метра                                                           |
| 1 нанометр                                                      | ≡                                                               | 10                                                              | ангстрем                                                        | 1 ангстрем                                                      | ≡                                                               | 100                                                             | пикометров                                                      |

## История

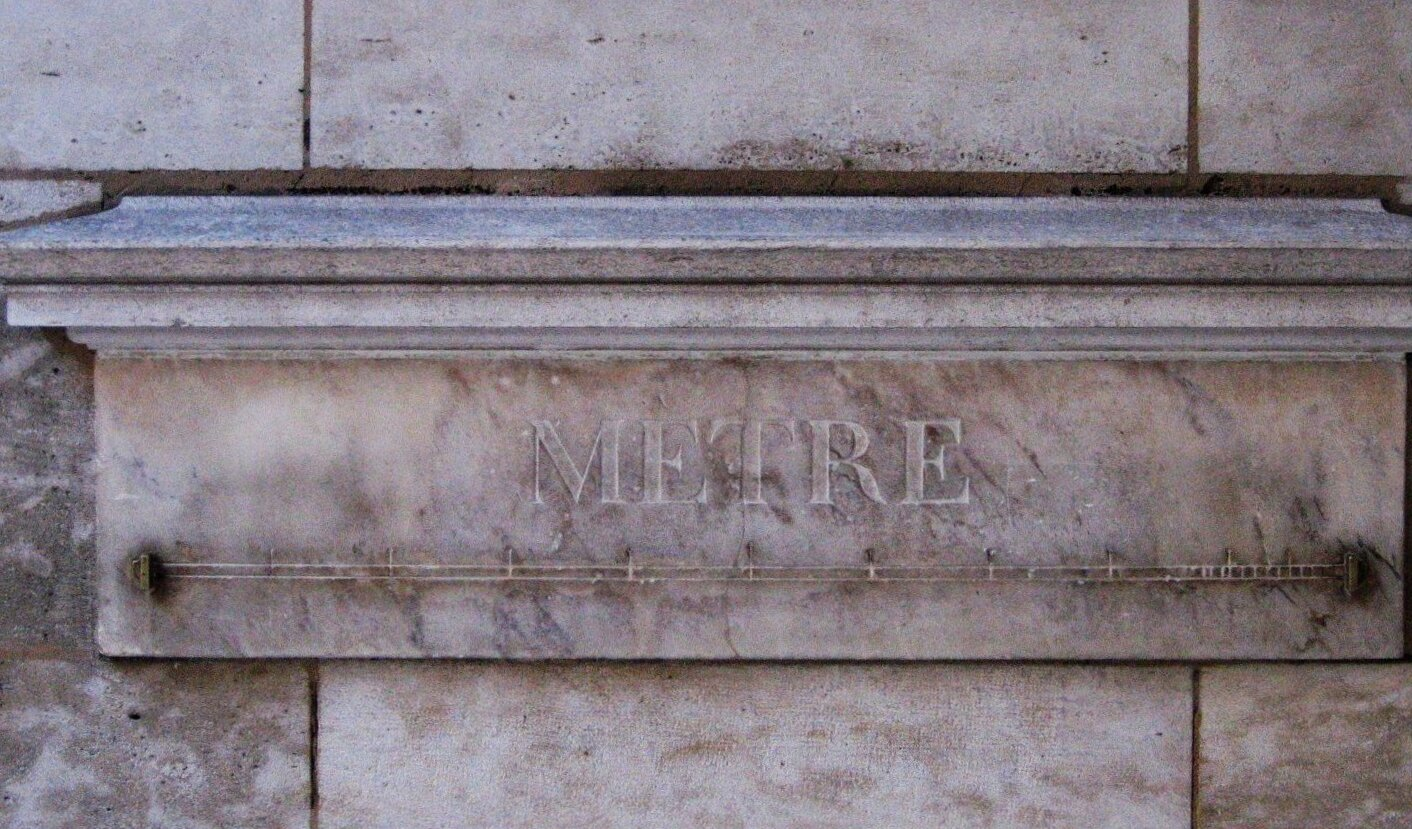
Один из публичных эталонов метра, установленных на улицах Парижа в 1795—1796 гг.

В Европе со времён распада империи Карла Великого не существовало общих стандартных мер длины: они могли быть стандартизированы в пределах одной юрисдикции (которая зачастую имела размеры одного торгового городка), но единых мер не было, и каждый регион мог иметь свои собственные. Причиной этого служило в какой-то мере то, что меры длины использовались в налогообложении (налог, например, мог измеряться в определённой длине полотна), а поскольку каждый местный правитель вводил свои налоги, то для соответствующей местности законами устанавливались свои единицы измерений.
С развитием науки в XVII веке стали раздаваться призывы к введению «универсальной меры» (англ. universal measure, как назвал её английский философ и лингвист Джон Уилкинс в своём эссе 1668 года «Опыт о подлинной символике и философском языке») или «католического метра» (итал. metro cattolico) итальянского учёного и изобретателя Тито Ливио Бураттини из его работы Misura Universale 1675 года), меры, которая бы основывалась на каком-либо естественном явлении, а не на постановлении властьдержащей персоны, и которая была бы десятичной, что заменило бы множество разнообразных систем счисления, например, распространённую двенадцатеричную, одновременно существовавших в то время.

### Метр — длина маятника
Уилкинс, ссылаясь на Кристофера Рена как на автора идеи, предложил выбрать для единицы длины длину маятника с полупериодом колебаний, равным 1 с. Подобные маятники были незадолго до этого продемонстрированы Христианом Гюйгенсом, и их длина была весьма близка к длине современного метра (так же, как к другим единицам длины, использовавшимся в те времена, например, ярду). Одновременно Уилкинс предложил назвать футом одну десятую определённого таким образом метра, дюймом — одну сотую, линией — одну тысячную, милей — тысячу метров (современные дециметр, сантиметр, миллиметр и километр).
Тито Ливио Бураттини предложил измеренный подобным образом «католический метр», который отличался от современного на полсантиметра. Однако вскоре было обнаружено, что длина, измеренная таким способом, различается в зависимости от места измерений. Французский астроном Жан Рише во время экспедиции в Южную Америку (1671—1673) обнаружил увеличение периода колебаний секундного маятника по сравнению с тем, который наблюдался в Париже. Выверенный в Париже маятник в процессе наблюдений им был сокращён на 1,25 французской линии (~2,81 мм), дабы избежать отставания во времени на 2 минуты в день. Это было первое прямое доказательство уменьшения силы тяжести по мере приближения к экватору, и это дало разницу в 0,3 % длины между Кайенной (во Французской Гвиане) и Парижем.
Вплоть до французской революции 1789 года в вопросе установления «универсальной меры» не было никакого прогресса. Франция была озабочена вопросом распространения единиц измерений длины, необходимость реформы в этой области поддерживали самые различные политические силы. Талейран возродил идею о секундном маятнике и предложил её Учредительному собранию в 1790 году, с тем уточнением, что эталон длины будет измерен на широте 45° N (примерно между Бордо и Греноблем). Таким образом, метр получал следующее определение: метр — это длина маятника с полупериодом колебаний на широте 45°, равным 1 с (в единицах СИ эта длина равна g/π2 · (1 с)2 ≈ 0,994 м).
Первоначально за основу было принято это определение (8 мая 1790, Французское Национальное собрание). Но несмотря на поддержку собрания, а также поддержку Великобритании и новообразованных Соединённых Штатов, предложение Талейрана так и не было осуществлено.

### Метр — часть Парижского меридиана

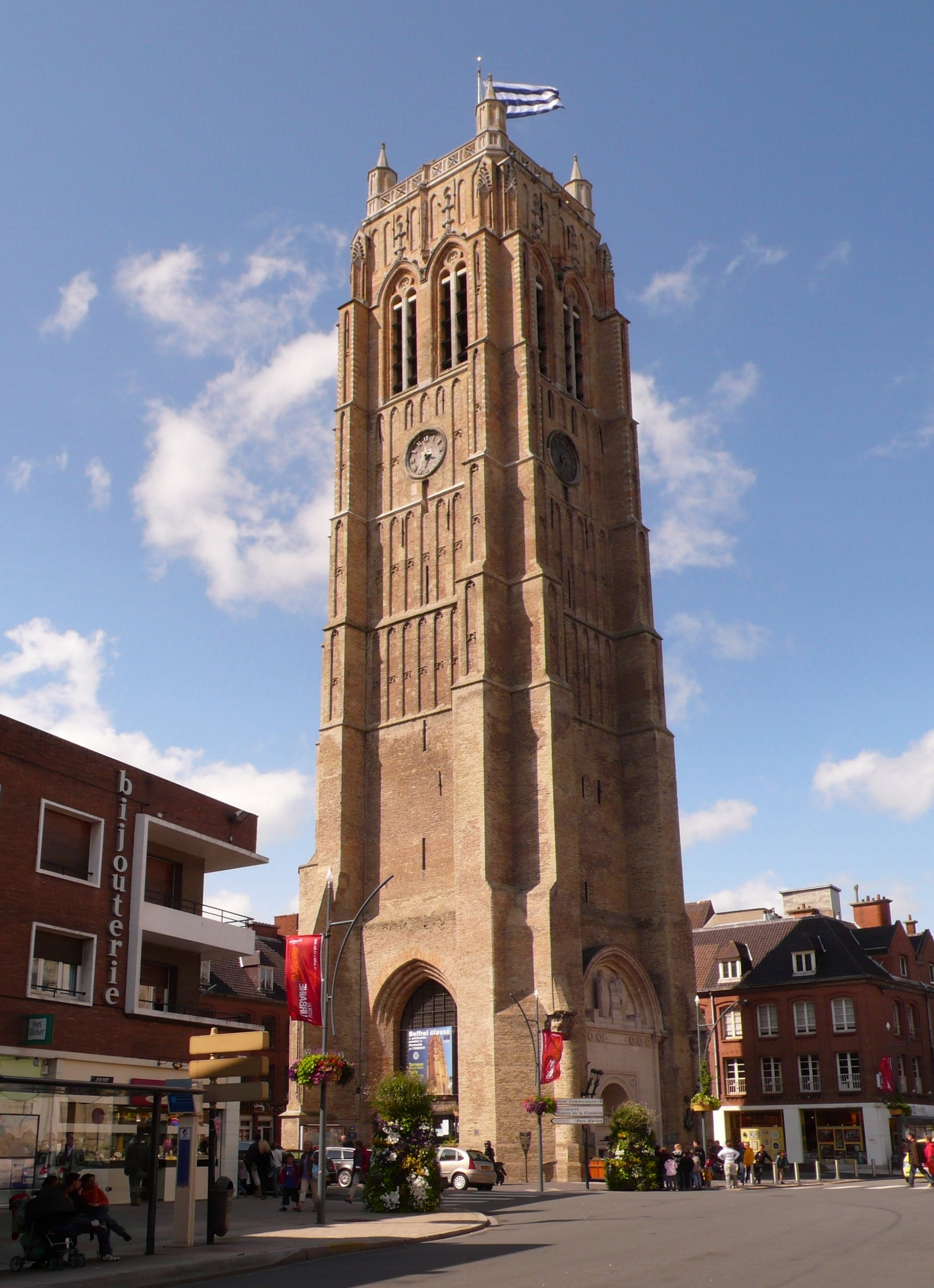
Башня, Дюнкерк — северный конец дуги меридиана

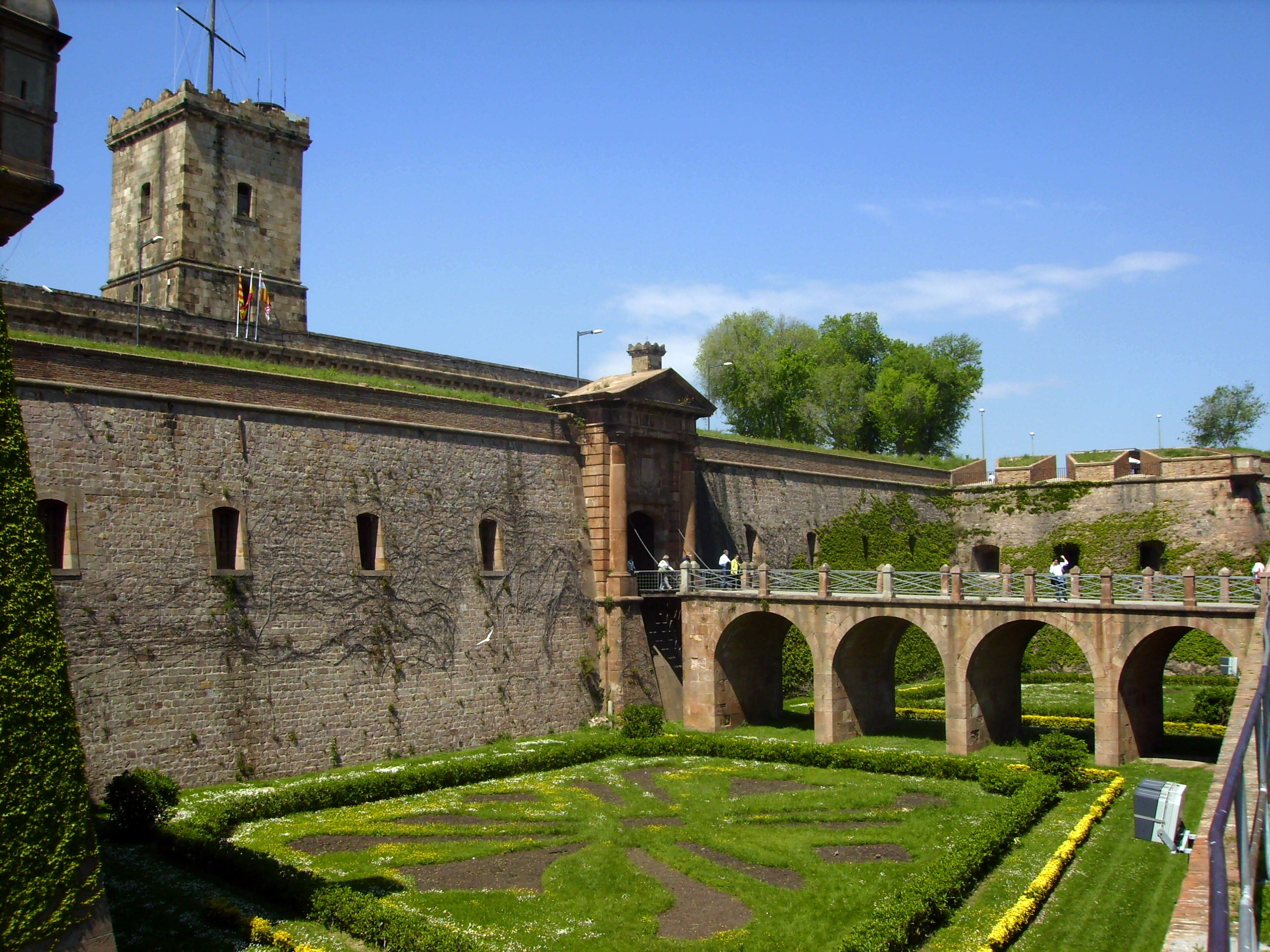
Крепость Монжуик — южный конец дуги меридиана

Вопрос реформы единиц измерения был отдан на рассмотрение Французской академии наук, которая создала специальную комиссию, возглавлявшуюся инженером и математиком Жаном-Шарлем де Борда. Борда был ярым приверженцем перехода на десятичную систему исчисления: он усовершенствовал лимб повторительного теодолита, который позволял намного улучшить точность измерения углов на местности, и настаивал, чтобы инструмент калибровался в градах (1⁄100 четверти круга), а не в градусах, чтобы град делился на 100 минут, а минута — на 100 секунд. Для Борда метод секундного маятника был неудовлетворительным решением, поскольку он основывался на существовавшей в то время секунде — недесятичной единице, которая не подходила для предлагавшейся к внедрению системы десятичного времени — системе, когда в одних сутках 10 часов, в часе 100 минут, а в минуте 100 секунд.
Вместо метода секундного маятника комиссия — среди членов которой были Жозеф Луи Лагранж, Пьер-Симон Лаплас, Гаспар Монж и Кондорсе — решила, что новая единица измерения должна быть равна одной десятимиллионной расстояния от Северного полюса до экватора (четверть земной окружности), измеренного вдоль меридиана, проходящего через Париж. Помимо той выгоды, что это решение давало лёгкий доступ для французских геодезистов, существовало такое важное достоинство, что часть расстояния от Дюнкерка до Барселоны (около 1000 км, то есть одна десятая от общего расстояния) могла быть проложена от начальных и конечных точек, расположенных на уровне моря, а как раз эта часть находилась в середине четверти окружности, где влияние формы Земли, которая не является правильным шаром, а сплюснута, было бы наибольшим.
30 марта 1791 года предложение определить метр через длину меридиана было принято следующим: одна сорокамиллионная часть Парижского меридиана (то есть одна десятимиллионная часть расстояния от северного полюса до экватора по поверхности земного эллипсоида на долготе Парижа). В современных единицах это {\displaystyle {\frac {1}{1{,}000\,000\,000\,05}}} метра. Идея привязать единицу измерения длины к меридиану Земли была не нова: аналогичным образом ранее были определены морская миля и льё.
Вновь определённая единица получила наименование «метр подлинный и окончательный» (фр. metre vrai et définitif).
7 апреля 1795 года Национальный Конвент принял закон о введении метрической системы во Франции и поручил комиссарам, в число которых входили Ш. О. Кулон, Ж. Л. Лагранж, П.-С. Лаплас и другие учёные, выполнить работы по экспериментальному определению единиц длины и массы. В 1792—1797 годах по решению революционного Конвента французские учёные Деламбр (1749—1822) и Мешен (1744—1804) за 6 лет измерили дугу парижского меридиана длиной в 9°40' от Дюнкерка до Барселоны, проложив цепь из 115 треугольников через всю Францию и часть Испании. Впоследствии, однако, выяснилось, что из-за неправильного учёта полюсного сжатия Земли эталон оказался короче на 0,2 мм; таким образом, длина меридиана лишь приблизительно равна 40 000 км.
Первый прототип эталона метра был изготовлен из латуни в 1795 году.
Единица массы (килограмм, определение которого было основано на массе 1 дм3 воды), тоже была привязана к определению метра.
В 1799 году был изготовлен из платины эталон метра, длина которого соответствовала одной сорокамиллионной части Парижского меридиана. 22 июня 1799 года эталон показали законодателям и сдали в архив республики. В том же году эта мера введена законом. 
Во время правления Наполеона метрическая система распространилась по многим странам Европы. Выгода от её применения была столь очевидна, что и после отстранения Наполеона от власти принятие метрических единиц продолжалось:
- 1816 — Бельгия и Голландия;
- 1832 — Португалия;
- 1849 — Испания и Греция;
- 1870 — Германия;
- 1873 — Австрия;
- 1875 — Швейцария.

К концу XIX века из крупных стран только в Великобритании (и её колониях), США, России, Китае и Османской империи остались традиционные меры длины.
На метре как единице длины и килограмме как единице массы была основана метрическая система, которая была введена «Метрической конвенцией», принятой на Международной дипломатической конференции 17 государств (Россия, Франция, Великобритания, США, Германия, Италия и др.) 20 мая 1875 года.
В 1889 году был изготовлен более точный международный эталон метра. Этот эталон изготовлен из сплава 90 % платины и 10 % иридия и имеет поперечное сечение в виде буквы «X». Его копии были переданы на хранение в страны, в которых метр был признан в качестве стандартной единицы длины.

#### Копии эталона метра
№ 27 — США
№ 28 — СССР (Россия)

### Дальнейшее развитие
В 1960 году было решено отказаться от использования изготовленного людьми предмета в качестве эталона метра, и с этого времени по 1983 год метр определялся как число 1 650 763,73, умноженное на длину волны оранжевой линии (6 056 Å) спектра, излучаемого изотопом криптона 86Kr в вакууме. После принятия нового определения платино-иридиевый прототип метра продолжают хранить в Международном бюро мер и весов в тех условиях, что были определены в 1889 году. Однако теперь его статус стал иным: длина прототипа перестала считаться в точности равной 1 м и её фактическое значение должно определяться экспериментально. По своему первоначальному назначению прототип больше не используется.
К середине 1970-х годов был достигнут значительный прогресс в определении скорости света. Если в 1926 году погрешность наиболее точных на то время измерений, выполненных А. Майкельсоном, составляла 4000 м/с, то в 1972 году сообщалось о снижении погрешности вплоть до 1,1 м/с. После многократной проверки полученного результата в различных лабораториях XV Генеральная конференция по мерам и весам в 1975 году рекомендовала использовать в качестве значения скорости света в вакууме величину, равную 299 792 458 м/с с относительной погрешностью 4·10−9, что соответствует абсолютной погрешности 1,2 м/с. Впоследствии в 1983 году именно это значение XVII Генеральная конференция по мерам и весам положила в основу нового определения метра.
| Основа | Дата | Абсолютная погрешность | Относительная погрешность |
| --- | ---- | ---------------------- | ------------------------- |
| 1⁄10 000 000 часть четверти Парижского меридиана, определённая по результатам измерений, проведённых Деламбром и Мешеном | 1795 | 0,5—0,1 мм             | 10−4                      |
| Первый эталон Metre des Archives из платины                                                                              | 1799 | 0,05—0,01 мм           | 10−5                      |
| Платино-иридиевый профиль при температуре таяния льда (1-я ГКМВ)                                                         | 1889 | 0,2—0,1 мкм            | 10−7                      |
| Платино-иридиевый профиль при температуре таяния льда и атмосферном давлении, поддерживаемый двумя роликами (VII ГКМВ)   | 1927 | неизв.                 | неизв.                    |
| 1 650 763,73 длины волны оранжевой линии (6056 Å) спектра, излучаемого изотопом криптона 86Kr в вакууме (XI ГКМВ)        | 1960 | 4 нм                   | 4·10−9                    |
| Длина пути, проходимого светом в вакууме за (1/299 792 458) секунды (XVII ГКМВ)                                          | 1983 | 0,1 нм                 | 10−10                     |

## Погонный метр
Погонный метр — единица измерения длинномерных объектов (так называемых погонажных изделий, материалов и т. п.), соответствующая куску или участку длиной 1 метр. Погонный метр ничем не отличается от обычного метра, это единица, которой измеряют длину материала независимо от ширины. Погонным метром могут, например, измерять кабельные каналы, доски, листовой металл, трубы, плинтусы, оконные уплотнители, ткани. Хотя для тканей правильнее было бы измерять их площадь, но если ширина ткани подразумевается известной и постоянной — используется понятие «погонный метр» (как правило, ширина ткани составляет 1,4 м, и, таким образом, погонный метр ткани является куском 1,0×1,4 м). Говоря строго, в быту чаще используется понятие именно погонного метра, информация о ширине или высоте предметов подразумевается известной или не важной. Наименование погонного метра выделяется в специальной литературе либо для создания различной экспрессивной окраски речи.
Метрологическая литература не рекомендует использовать термин «погонный метр». Общее правило заключается в том, что в случае необходимости поясняющие слова должны входить в наименование физической величины, а не в наименование единицы измерения. Поэтому, например, следует писать «погонная длина равна 10 м», а не «длина равна 10 пог. м».